# Lot in Sodom
Lot in Sodom ist ein schwarz-weißer Stummfilm aus dem Jahr 1933 von James Sibley Watson und Melville Webber. Er gilt als Klassiker des subversiven Experimentalfilms, in dem er die alttestamentarische Legende Sodom und Gomorra mit einer expressionistischen Inszenierung und Bildbearbeitung adaptiert. Die experimentelle musikalische Untermalung stammt von Alec Wilder.

## Handlung
Der schwarzweiße Film beginnt mit einer Kombination aus Nebel, Rauch und Blitzen. Er enthält zahlreiche Überblendungen, komplexe Doppelbelichtungen, Spiegelungen und ein expressionistisches Set. Expressive Tänze und ein aufwändiges abstraktes, kubistisches Bühnenbild prägen die Atmosphäre.
Die Handlung des Films basiert auf der alttestamentarischen Geschichte von Lot. Die Familie Lots, bestehend aus Mutter, Vater und Tochter, lebt zusammen in Sodom und wird von einem Engel besucht. Außerhalb dieser Familie werden die Bewohner von Sodom von halbnackten Tänzern dargestellt, die in halluzinatorischen Sequenzen Orgien darstellen. Die Sodomiter belagern das Haus von Lot und fordern die Herausgabe des Engels. Gemäß der biblischen Geschichte bietet Lot ihnen anstelle des Engels seine Tochter an, doch dieses Angebot wird abgelehnt. Stattdessen vergewaltigt Lot seine Tochter. Die Familie und der Engel fliehen gemeinsam aus der Stadt, während Frau Lot zurückblickt und zu einer Salzsäule erstarrt. Die Stadt wird zerstört. Der Film endet in einem brennenden und katastrophalen Finale.

## Produktion und Veröffentlichung
Der Film wurde, genau wie The Fall of the House of Usher (1928) in Watsons Studio, früheren Pferdeställen in der Nähe des Wohnhauses von Watsons Eltern, in der Prince Street in Rochester gedreht. Watson nutzte dabei einen selbstgebauten optischen Printer. Die Dreharbeiten fanden von Ende 1930 bis 1932 statt, die Postproduktion dauerte bis ins Jahr 1933. Die Premiere fand am 25. Dezember 1933 im Little Carnegie Theatre in New York statt, zusammen mit Josef Bernes Dawn to Dawn. Lot in Sodom lief mehr als zwei Monate in New York und wurde in der Folge in den 1930ern und 1940ern kontinuierlich weiter gezeigt, was ihn Jan-Christopher Horak zufolge, dem Direktor des Moving Image Archives der University of California, Los Angeles, zu einem der „vermutlich kommerziell erfolgreichsten Avantgarde-Filme der Zeit“ gemacht habe.

## Rezeption und Zensur
Lot in Sodom gilt als avantgardistischer Film, der namhafte Regisseurinnen und Regisseure wie Maya Deren, und Kenneth Anger inspirierte.
„Einige der Tänzer sind behaart und sehen aus wie Ziegen. Der eigentliche alte Ziegenbock ist jedoch Lot, der anfangs ein trister puritanischer Spielverderber ist, der Psalmen singt, während sich alle anderen in der Stadt heidnisch amüsieren. Dann erscheint Lots Frau in einem Martha-Graham-Kostüm. Auch ihre Bewegungen sind von Graham abgeleitet.“
Der Film nutzt verschiedene experimentelle Techniken, die an Jean Cocteaus Das Blut eines Dichters (1930) erinnern. Die Bilder enthalten deutliche Anspielungen auf Sexualität, insbesondere Homosexualität. Henry Giardina, Redakteur des US-amerikanischen Onlinemagazins Into vermutet, dass der historische Erzählkontext, die unkonventionelle Adaption der biblischen Legende und eine bildliche Verfremdung dazu beigetragen haben könnten, dass der Film trotz seiner homoerotischen Ikonografie bei seinem Erscheinen nicht zensiert wurde.
In den Top Ten des National Board of Review ist Lot in Sodom für das Jahr 1934 gelistet. 1785 verfasste der Marquis de Sade sein Buch Die 120 Tage von Sodom, das 1975 von Pier Paolo Pasolini unter demselben Titel (Die 120 Tage von Sodom) verfilmt wurde. In Marcel Prousts Romanepos Auf der Suche nach der verlorenen Zeit wird Sodom als Inbegriff von männlicher Homosexualität interpretiert, analog zu Gomorra und weiblicher Homosexualität. Der US-amerikanische Filmkritiker Michael Koresky konstatierte, der Film zelebriere eine „frenetische und unverhohlene“ Darstellung von Homosexualität.
Das Godflesh-Album A World Lit Only by Fire  aus dem Jahr 2014 zeigt auf dem Cover einen Filmausschnitt aus Lot in Sodom.

## Filmische Reminiszenzen
- Michael Curtiz: Sodom und Gomorrha (1922)
- Robert Aldrich: Sodom und Gomorrah (1962)
- Pedro Almodóvar: The Fall of Sodom (1975), Kurzfilm[11]
- Derek Jarman: The Garden (1990)[8]
- Barbara Hammer: Nitrate Kisses (1992), Experimentalfilm